# 克木语
克木语是生活在老挝北部的克木族所说的语言，该语言在越南西北部及北中部、泰国东北部、中国的西双版纳也有分布。在语言学上，克木语属于南亚语系之下的克木语支，与佤德昂语支和卡西语支的关系最为亲近。
克木语共有东部克木方言和西部克木方言两种方言。采用老挝文或拉丁字母作为书写系统。